# Pieter Lansens

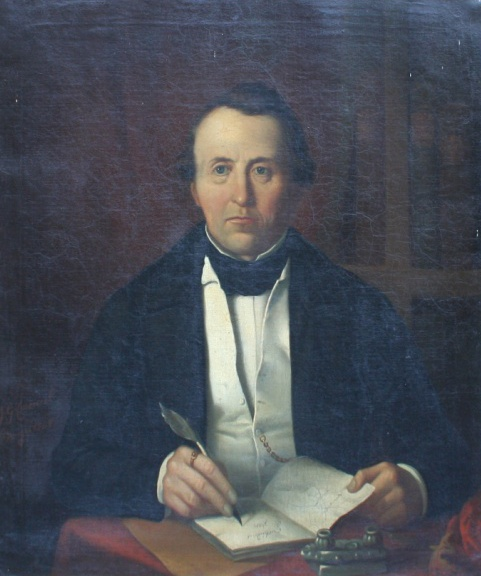
Portret van Pieter Lansens, door Joseph-Gislenus Canneel, (1848).

Pieter Lansens (Lichtervelde, 8 mei 1801 – Koekelare, 22 november 1879) was een Vlaams auteur, onderwijzer en schooldirecteur. Hij schreef geschiedkundige en heemkundige werken en schoolboeken. Lansens groeide op in Torhout en vestigde zich als schrijver, lid van de spellingscommissie en kostschoolhouder in Koekelare. De originele drukken van zijn boeken bereikten in de eenentwintigste eeuw antiquarisch hoge prijzen. Naar hem is in het centrum van Koekelare een straat genoemd. Hij leefde niet altijd in harmonie met de burgerlijke en kerkelijke hiërarchie, gevolg aan de schoolstrijd tussen het staats- en katholiek onderwijs.

## Biografie

### Naam
Pieters' geboorteakte is niet terug te vinden in de burgerlijke stand, de doopakte wel. Zijn vader Augustinus behoorde tot de harde kern die zijn kinderen weigerde aan te geven op de burgerlijke stand, omdat dit een uitvinding was van de Franse bezetter. Indien men Pieter wél inschreef op het gemeentehuis, zou hij zonder twijfel 'Pierre Lanssens' heten: 'Pierre' omdat alle voornamen in die periode systematisch verfranst werden en 'Lanssens' omdat de burgerlijke stand in Lichtervelde consequent de schrijfwijze met dubbele 'ss' toepaste.
Volgens de doopakte heet hij Lansens met één s en zo staat het op al zijn boeken. Toen Pieter een invloedrijke Koekelaarse figuur werd begon de burgerlijke stand in die gemeente alle geboorten van naamgenoten met één s te noteren. Zo ontstond door zijn indirecte invloed, naast de meest voorkomende variant 'Lanssens', een groep met de familienaam 'Lansens' in België.

### Huwelijk
Pieter huwde op 28 april 1830 in Handzame met Barbara Van Laer, de dochter van de onderwijzer van Handzame. Volgens de huwelijksbijlage was hij toen "knegt van de primaire schoolmeester". Hiermee wordt bedoeld "hulponderwijzer". Opvallend is dat datzelfde document hem beschrijft als: "in eenen Staat van Behoeftigheyd als toebehoorende aan de arme Klasse der werklieden binnen dees gemeente".
Pieter en Barbara hadden twee dochters (Justina °09.06.1830 en Prudentia °25.01.1837) en een zoon (Theophile °06.09.1832), een nakomelingschap dat niet verderging: er waren géén kleinkinderen.

### Onderwijzer
Pieter Lansens legde in 1826 als autodidact het examen van onderwijzer af voor een centrale jury. Voordien was hij ongediplomeerd verbonden aan het pensionaat in Torhout waar hij zelf gestudeerd had. Op 26 april 1826, de dag na zijn diplomering, verhuisde hij naar Lichtervelde als hulponderwijzer, met het oog op een vacature voor hoofdonderwijzer. Toen dat niet lukte, vestigde hij zich in 1827 als hulponderwijzer in Handzame. Het schoolhoofd was een liberaal, en Pieter huwde met diens dochter. Op 25 april 1832 werd Pieter benoemd tot gemeenteonderwijzer van Koekelare. Daar duurde het succesrijkste deel van zijn carrière ruim 22 jaar. De vrijheid van onderwijs in het pas opgerichte België deed in de jaren 1830 en '40 de privéscholen als paddenstoelen uit de grond schieten. In Koekelare richtte de ultramontaan pastoor Isidoor Ampe in 1837 een eigen katholieke armenschool op. De concurrentie was hevig en de negatieve commentaren wederzijds. Vanaf 1845 schreef de pastoor nog alleen negatief over de 'liberale' gemeenteonderwijzer, en er werden ook giftige roddels rondgestuurd. Uiteindelijk bleven deze 'plakken' en Pieter Lansens werd op 28.02.1855 tot ontslag gedwongen. Hij was zwaar vernederd, maar niet berooid. Tot aan zijn dood in 1879 had hij nog een eigen pensionaat vlak bij de kerk. Na zijn dood werd deze straat naar hem genoemd.

## Spellingscommissie
Pieters Lansens was een van 42 Vlaamse taal- en letterkundigen van het taalcongres die in 1841 "de grondregels der spelling onzer moedertael" vastlegden in Gent. Onder de aanwezigen waren voorzitter Jan Baptist David, secretaris Jan Frans Willems, de professoren David en Jan Hendrik Bormans, de schrijvers Karel Lodewijk Ledeganck, Prudens van Duyse en Hendrik Conscience. Op 23 en 24 oktober 1841 legden ze de basis voor een veralgemenisering van de spelling van het Nederlands in België, wat in 1844 uitmondde in de Willems-spelling.
Daarnaast was Lansens ook:
- Lid van de 'Académie Nationale' in Parijs,
- Erelid van het 'Oberlausitzische Gesellschaft der Wissenschaften zu Görlitz',
- Lid van de 'Nederlandsche Tael-, Dicht-, Oudheid- en Historiekunde in Leeuwarden' en
- Lid van de 'Academia Española de Arqueologia en Madrid'.

Tijdens de schoolstrijd evolueerde hij van een gevierd persoon naar iemand met vele vijanden. Op oudere leeftijd werd hij in sommige krantenartikels zwaar beklad. Na zijn dood in 1879 en tot 1950 werd hij vooral doodgezwegen. Zijn nagedachtenis is mee te danken aan de auteur Raf Seys die sinds zijn studententijd in 1946 geïnteresseerd was in deze figuur. Seys zorgde letterlijk voor de overleden Pieter, toen hij in 1975 het grafmonument en de stoffelijke resten redde bij de aanleg van een nieuw kerkhof. Hierdoor kon men verder het graf bezoeken, met daarop twee regels uit een gedicht dat de dichteres Maria Doolaeghe in 1879 aan hem wijdde:
"Als wysgeer, vryheidszoon, als denker en geleerde,

Was hij voor 't goed en 't schoon, begeesterd 't allen tyd."
Dochter Prudence en zoon Theophiel waren net als hun vader beoefenaars van 'de fraeije letteren', zij het bescheidener. Theophiel werd onderwijzer in Aalst, schreef sagen, en overleed op 33-jarige leeftijd. De ongehuwde dochter Prudence bleef aan Pieters zijde. Ze was onderwijzeres in haar vaders kostschool en bekend als 'juffrouw Lansens'. Nog meer dan haar vader viel zij ten prooi aan de haat van de schoolstrijd tussen katholieken en liberalen. Pieter en zijn dochter sympathiseerden met het liberale Willemsfonds. Hierdoor werd zijn kostschool ongenuanceerd bestreden als een 'liberale geuzenschool'. Lansens overleed op 22 november 1879 en werd kerkelijk begraven. Prudence werd in 1923 begraven tegen de omheining van het kerkhof, buiten de gewijde grond en zonder kerkelijke begrafenis.

### Geschiedkundig werk
- Geschiedenis van Vlaenderen, Torhout 1837
- Alouden staet van Vlaenderen voor en gedurende het leenroerig bestier, Brugge 1841 (500 blz); voor dit werk ontving hij van Koning Leopold I in 1842 een gouden gedenkpenning.
- Iets over de nadeelen der onkunde of ongeleerdheid en de voordeelen der geleerdheid, Brugge 1844
- Geschiedenis van Thourout en Wynendale, Brugge 1845
- Kort taelkundig onderzoek naer de bevolking van West- en Oost-Vlaenderen, Diksmuide 1850
- Onderzoek naer het vaststellen der parochiegrenzen over het algemeen en degene van West-Vlaenderen in het byzondere, Diksmuide 1852
- Bydrage tot de kennis van den oorsprong en de beduidenis der geslacht- of familienamen, Brugge 1852
- Schat van zede- en leerspreuken, Brugge 1854
- De klokputten - Bijdrage tot de kennis der aloude vaderlandsche zedekundige geschiedenis, Brugge 1858 (31 blz.)
- Belgiës geschiedenis, zeden, gewoonten, letterkunde en nyverheid van de oudste tyden tot op heden, Brugge 1862

### Schoolboeken
- Fransche spraekkunst, met oefeningen ten gebruike der Vlamingen, Brugge 1842 (deel 1) en 1843 (deel 2)
- Kleine Vlaemsche spraekkunst, Gent 1843
- Grondregelen der cyferkunst, Gent 1843
- Kleine geographie of aerdrykskunde, Gent 1843; dit werk was een opeenvolging van uit het hoofd te leren vragen en antwoorden in de stijl van de latere catechismus
- Grondbeginsels der cyferkunst, Brugge 1845
- Éléments d'arythmétique, Brugge 1846
- Abrégé de l'histoire sainte, Brugge 1846
- De leidsman tot het ware geluk, Brugge 1847

### Op naam van zijn dochter Prudence Lansens
- De dwalingen des tijds gevolgd door Een zedeverhaal Boek, 1876 (127 blz.)